# 한국바둑중학교
한국바둑중학교(韓國바둑中學校)는 대한민국 전라남도 순천시 주암면 구산리에 있는 공립 중학교이다.

## 학교 연혁
- 2016년 7월 8일 : 한국바둑중학교 설립계획 확정
- 2017년 11월 30일 : 체육특성화중학교 지정 고시
- 2018년 3월 5일 : 2018학년도 신입생 입학(1학급 18명)
- 2021년 9월 1일 : 제3대 김길곤 교장 부임(한국바둑고등학교 겸임)
- 2025년 1월 13일 : 제5회 졸업 18명
- 2025년 3월 4일 : 2025학년도 신입생 입학(1학급 18명)

## 참고 자료
- 한국바둑중학교 - 한국교육학술정보원 학교알리미